# 加比奥内塔-比纳诺瓦
加比奥内塔-比纳诺瓦（義大利語：Gabbioneta-Binanuova），是意大利克雷莫纳省的一个市镇。总面积15平方公里，人口964人，人口密度64.3人/平方公里（2009年）。国家统计（ISTAT）代码为019045。